# Žari
Žari (cyr. Жари) – wieś w Czarnogórze, w gminie Mojkovac. W 2011 roku liczyła 302 mieszkańców.